# Championnat de Suisse de football de deuxième division 1974-1975
Le championnat de Suisse de football de Ligue nationale B 1974-1975 a vu la victoire du FC Bienne.

## Format
Le championnat se compose de 14 équipes. Les deux premiers sont promus en Ligue nationale A. Les deux derniers sont relégués en 1e Ligue.

## Classement final
| Place | Club                   | Pts | J  | V  | N  | D  | Buts + | Buts - | Diff. |
| 1e    | FC Bienne              | 34  | 26 | 14 | 6  | 6  | 57     | 31     | +26   |
| 2e    | FC La Chaux-de-Fonds 1 | 32  | 26 | 13 | 6  | 7  | 60     | 35     | +25   |
| 3e    | FC Chiasso 1           | 32  | 26 | 14 | 4  | 8  | 45     | 29     | +16   |
| 4e    | FC Nordstern Bâle 1    | 32  | 26 | 13 | 6  | 7  | 48     | 38     | +10   |
| 5e    | Étoile Carouge FC      | 31  | 26 | 14 | 3  | 9  | 56     | 34     | +22   |
| 6e    | AC Bellinzone          | 31  | 26 | 12 | 7  | 7  | 47     | 30     | +17   |
| 7e    | FC Fribourg            | 31  | 26 | 13 | 5  | 8  | 38     | 33     | +5    |
| 8e    | FC Granges             | 28  | 26 | 12 | 4  | 10 | 36     | 36     | 0     |
| 9e    | FC Aarau               | 25  | 26 | 10 | 5  | 11 | 42     | 45     | -3    |
| 10e   | FC Martigny-Sports     | 21  | 26 | 8  | 5  | 13 | 41     | 53     | -12   |
| 11e   | FC Wettingen 2         | 18  | 26 | 7  | 4  | 15 | 37     | 55     | -18   |
| 12e   | FC Mendrisiostar 2     | 18  | 26 | 5  | 8  | 13 | 18     | 38     | -20   |
| 13e   | FC Rarogne 2           | 18  | 26 | 4  | 10 | 12 | 19     | 40     | -21   |
| 14e   | FC Giubiasco           | 13  | 26 | 4  | 5  | 17 | 23     | 70     | -47   |

1 Le FC La Chaux-de-Fonds, le FC Chiasso et le FC Nordstern Bâle ayant terminé avec le même nombre de points, des matchs de barrage seront nécessaires pour les départager.

2 Le FC Wettingen, le FC Mendrisiostar et le FC Rarogne ayant terminé avec le même nombre de points, des matchs de barrage seront nécessaires pour les départager.

## À l'issue de la saison

### Matchs de barrage
| Date         | Equipe 1             | Equipe 2             | Score | Lieu    |  |
| 21 juin 1975 | FC Nordstern Bâle    | FC Chiasso           | 1 - 1 | Lucerne |  |
| 25 juin 1975 | FC Chiasso           | FC La Chaux-de-Fonds | 1 - 3 | Zurich  |  |
| 28 juin 1975 | FC La Chaux-de-Fonds | FC Nordstern Bâle    | 3 - 2 | Genève  |  |

### Promotions
- Le FC Bienne et le FC La Chaux-de-Fonds sont promus en Ligue nationale A
- Le FC Gossau et le Young Fellows Zurich rejoignent la Ligue nationale B

### Matchs de barrage
| Date         | Equipe 1     | Equipe 2         | Score             | Lieu              |                   |
| 21 juin 1975 | FC Rarogne   | FC Mendrisiostar | 1 - 1             | Berne             |                   |
| 25 juin 1975 | FC Wettingen | FC Mendrisiostar | 1 - 3             | Lucerne           |                   |
| -            | FC Rarogne   | FC Wettingen     | match non disputé | match non disputé | match non disputé |

### Relégations
- Le FC Lucerne et le Vevey-Sports sont relégués en Ligue nationale B
- Le FC Mendrisiostar et le FC Giubiasco sont relégués en 1e Ligue

## Résultats complets
- RSSSF